# Sudkowo
Sudkowo (biał. Судкова, Sudkowa, ros. Судково, Sudkowo) – wieś na Białorusi, w obwodzie homelskim, w rejonie chojnickim, centrum administracyjne sielsowietu Sudkowo. W 1921 roku w miejscu obecnej wsi nie było żadnych zabudowań.